# Nekrofag

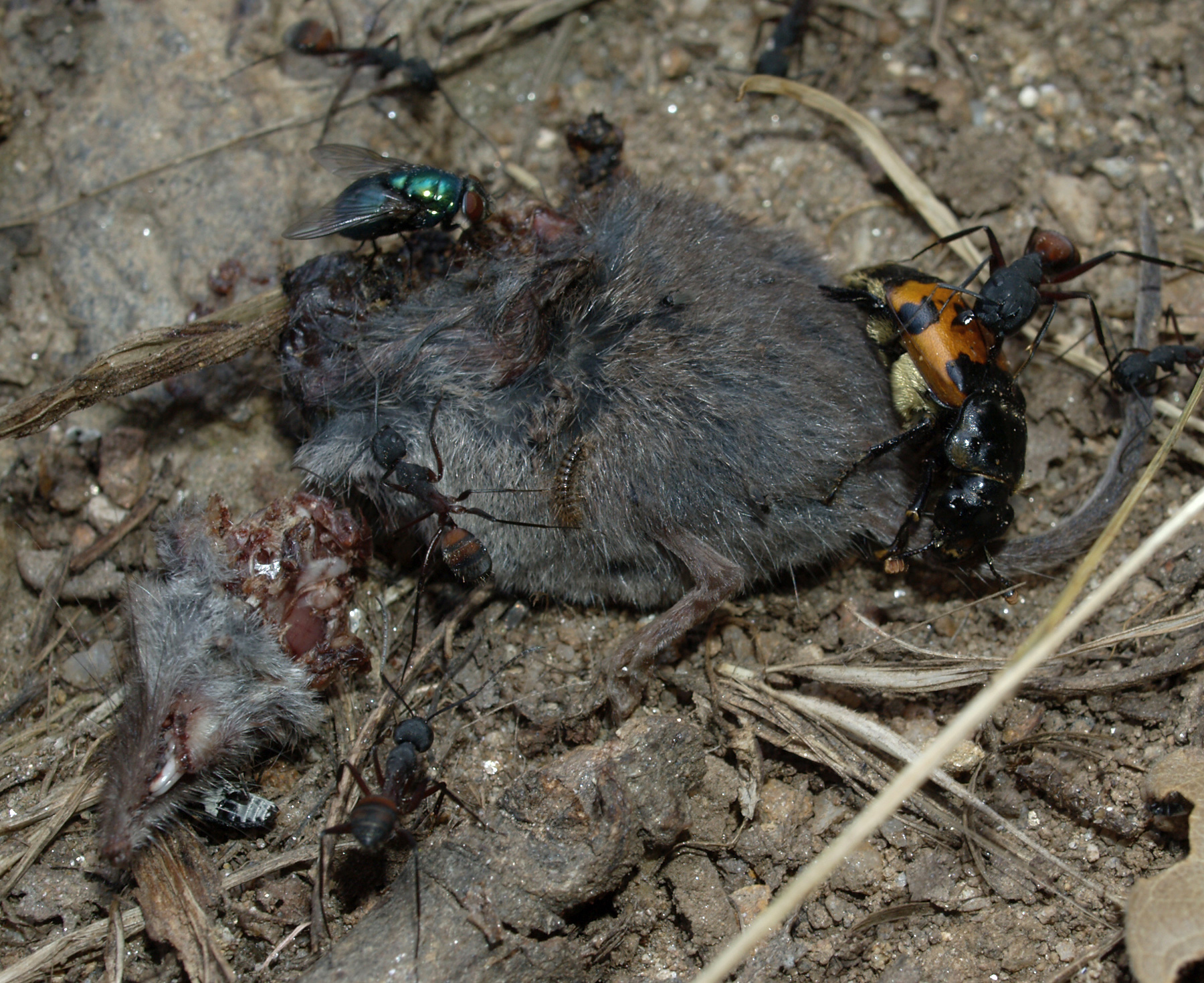
Owady nekrofagi na padlinie małego ssaka: grabarz pospolity, muchówka z rodzaju Lucilia, mrówki

Nekrofagi (necrophaga), trupojady, padlinożercy (gr. nekrós „trup”, phágo „jem, pożeram”) – organizmy (np. owady) odżywiające się martwymi zwierzętami, np. sępy, hieny, niektóre owady, np. larwy chrząszczy z rodziny Silphidae (zoonecrophaga) lub roślinami, np. larwy Anobiidae (phytonecrophaga).
Nekrofagi stanowią jedną z grup destruentów, obok saprofitów. saprobiontów, detrytusożerców itd.
Określenia „nekrofagi” używa się głównie w odniesieniu do bezkręgowców. W odniesieniu do dużych zwierząt takich jak kręgowce stosuje się przede wszystkim termin „padlinożercy”.